# Sajkásgyörgye
Sajkásgyörgye (szerbül Ђурђево / Đurđevo (ejtsd: Gyurgyevo), ruszinul Дюрдьов (ejtsd: Gyurgyov)) település Szerbiában, a Vajdaságban, a Dél-bácskai körzetben, Zsablya községben.

## Fekvése
Újvidéktől 25 km-re északkeletre, Zsablya déli szomszédjában fekszik.

## Története
A települést már 1350-ben említette oklevél, Almásszentgyörgy néven, mint a Futaki család birtokát. Később Gyürken, majd a török összeírásokkor 1570-ben Gyorgyevácz, a 19. században pedig Gyurgyevó néven írták.
1513-ban a Zsablya mellett lévő Boldogasszonyfalvával együtt Gyürken helységet említették, amiből következtethetően a Gyürken név a mai települést fedi.
1570-ben, a török idők alatt Gyorgyevácz néven, a titeli nahijében, négy adózó házzal volt említve, de valószínű, hogy már a török idők alatt elpusztult és így az 1700-as évek végéig mint puszta volt csak említve.
1799-ben gróf Széchen temerini uradalmából egy vármegyei okirat szerint 178 szerb család naszádosnak vagy sajkásnak jelentkezett határőrnek és 1800-ban telepedtek le Gyurgyevo pusztára. Az új telephez Gyurgyevón kívül Biélabara, Ujpaska, Klisza, Vecskerek puszták tartoztak, amelyeken 6923 hold földet kaptak. Az új telep neve Gyurgyevo lett, és egy 1808-as decemberi rendeletre Gyurgyevóból és Nádalyból állították fel a hatodik sajkás-századot.
A sajkás-kerület 1873-ban oszlott fel, és Bács-Bodrog vármegyéhez csatolták.
A 19. század közepétől ruszin telepesek érkeztek a faluba, akik a település életében máig fontos szerepet töltenek be.
1910-ben 4838 lakosából 236 magyar, 1476 ruszin, 3072 szerb volt. Ebből 208 római katolikus, 1481 görögkatolikus, 3057 görögkeleti ortodox volt.
A trianoni békeszerződés előtt Bács-Bodrog vármegye Zsablyai járásához tartozott.

## Népesség

### Demográfiai változások
| 1948 | 1953 | 1961 | 1971 | 1981 | 1991 | 2002 | 2011 |
| ---- | ---- | ---- | ---- | ---- | ---- | ---- | ---- |
| 5008 | 4819 | 4669 | 4531 | 4668 | 4517 | 5137 | 5092 |

## Nevezetességek
- Görögkeleti temploma - 1805-ben épült
- Görögkatolikus temploma - 1880-ban épült Mihály arkangyal tiszteletére

## Külső hivatkozások
- Sajkásgyörgye hivatalos honlapja Archiválva 2018. március 31-i dátummal a Wayback Machine-ben
- Sajkásgyörgye története Archiválva 2021. április 12-i dátummal a Wayback Machine-ben